# Slanted and Enchanted
Az 1992-es Slanted and Enchanted a Pavement debütáló nagylemeze. A kritikusok már hónapokkal a hivatalos megjelenés előtt megkapták az albumot. Az együttes néhány tagja a munkálatok alatt csatlakozott a Pavementhez.
Az album címét a Silver Jews frontembere, David Berman meséje után kapta. A cím egyben utalás Samuel Taylor Coleridge híres versére, a Kubla kánra. 2007-ig 150 ezer példányban kelt el.
A Here és Perfume-V dalokhoz videóklip is készült, de ezeket az MTV nem játszotta le.

## Összeállítások
Az album több összeállításra felkerült, gyakran hivatkoznak rá, mint a 90-es évek egyik legjobb albumára. A Blender minden idők legjobb indie rock-albumának nevezte. Szerepel az 1001 lemez, amit hallanod kell, mielőtt meghalsz című könyvben.
| Kiadó           | Összeállítás                       | Év   | Helyezés |
| --------------- | ---------------------------------- | ---- | -------- |
| Pitchfork Media | Az 1990-es évek 100 legjobb albuma | 2003 | 5        |
| Rolling Stone   | A '90-es évek alapvető lemezei     | 2002 | –        |
| Rolling Stone   | Minden idők 500 legjobb albuma     | 2003 | 134      |
| Slant Magazin   | A '90-es évek legjobb albumai      | 2011 | 40       |
| Spin            | A '90-es évek 90 legjobb albuma    | 199  | 5        |
| Spin            | Az elmúlt 20 év 100 legjobb albuma | 2005 | 4        |
| Spin            | Az elmúlt 25 év 125 legjobb albuma | 2010 | 9        |

## Az album dalai
|     | Cím                                                    | Szerző(k)       | Hossz |
| --- | ------------------------------------------------------ | --------------- | ----- |
| 1.  | Summer Babe (Winter Version)                           | Stephen Malkmus | 3:16  |
| 2.  | Trigger Cut/Wounded-Kite at :17                        | Malkmus         | 3:16  |
| 3.  | No Life Singed Her                                     | Malkmus         | 2:09  |
| 4.  | In the Mouth a Desert                                  | Malkmus         | 3:52  |
| 5.  | Conduit for Sale!                                      | Malkmus         | 2:52  |
| 6.  | Zürich Is Stained                                      | Malkmus         | 1:41  |
| 7.  | Chesley's Little Wrists                                | Malkmus         | 1:16  |
| 8.  | Loretta's Scars                                        | Malkmus         | 2:55  |
| 9.  | Here                                                   | Malkmus         | 3:56  |
| 10. | Two States                                             | Scott Kannberg  | 1:47  |
| 11. | Perfume-V                                              | Malkmus         | 2:09  |
| 12. | Fame Throwa                                            | Malkmus         | 3:22  |
| 13. | Jackals, False Grails: The Lonesome Era                | Malkmus         | 3:21  |
| 14. | Our Singer                                             | Malkmus         | 3:09  |
| 15. | Sue Me Jack (csak a japán kiadáson)                    | Malkmus         | 3:02  |
| 16. | So Stark (You're a Skyscraper) (csak a japán kiadáson) | Malkmus         | 3:01  |

## Közreműködők
- Stephen Malkmus – ének, gitár
- Scott Kannberg – ének, gitár
- Gary Young – dob, ütőhangszerek
- Cy Jameson – hangmérnök (Here)

### Fordítás
Ez a szócikk részben vagy egészben a Slanted and Enchanted című angol Wikipédia-szócikk ezen változatának fordításán alapul.  Az eredeti cikk szerkesztőit annak laptörténete sorolja fel. Ez a jelzés csupán a megfogalmazás eredetét és a szerzői jogokat jelzi, nem szolgál a cikkben szereplő információk forrásmegjelöléseként.